# Pentathlon moderne aux Jeux olympiques de la jeunesse d'été de 2010
Navigation
Édition suivante
Le pentathlon moderne aux jeux olympiques de la jeunesse d'été de 2010 a eu lieu à Singapour. Ce pentathlon moderne reprend quatre des cinq disciplines du pentathlon moderne: escrime, natation, cross-country et tir; l'équitation n'en fait pas partie. 

## Athlètes qualifiés
| Nom                       | Pays         |
| ------------------------- | ------------ |
| Todd Renfree              | Australie    |
| Aliaksandr Biruk          | Biélorussie  |
| William Muinhos           | Brésil       |
| Doycho Ivanov             | Bulgarie     |
| Han Jiahao                | Chine        |
| Martin Bilko              | Tchéquie     |
| Eslam Hamad               | Égypte       |
| Aleix Heredia             | Espagne      |
| Valentin Prades           | France       |
| Eric Kruger               | Allemagne    |
| Jorge David Imeri Cabrera | Guatemala    |
| Gergely Demeter           | Hongrie      |
| Andrea Micalizzi          | Italie       |
| German Sobolev            | Kazakhstan   |
| Ilias Baktybekov          | Kirghizistan |
| Kim Dae-Beom              | Corée du Sud |
| Lukas Kontrimavicius      | Lituanie     |
| Jorge Camacho             | Mexique      |
| Karol Dziudziek           | Pologne      |
| Ilya Shugarov             | Russie       |
| Jan Szalay                | Slovaquie    |
| Yuriy Fedechko            | Ukraine      |
| Greg Longden              | Royaume-Uni  |
| Nathan Schrimsher         | États-Unis   |

| Nom                    | Pays         |
| ---------------------- | ------------ |
| Marharyta Maseikava    | Biélorussie  |
| Mariana Laporte        | Brésil       |
| Beatriche Gencheva     | Bulgarie     |
| Zhu Wenjing            | Chine        |
| Leydi Laura Moya Lopez | Cuba         |
| Alice Lencova          | Tchéquie     |
| Jihan El Midany        | Égypte       |
| Nuria Chavarria        | Espagne      |
| Manon Carpentier       | France       |
| Franziska Hanko        | Allemagne    |
| Zsófia Földházi        | Hongrie      |
| Emily Greenan          | Irlande      |
| Gloria Tocchi          | Italie       |
| Dilyara Ilyassova      | Kazakhstan   |
| Choi Min Ji            | Corée du Sud |
| Sindija Roga           | Lettonie     |
| Gintare Venckauskaite  | Lituanie     |
| Tamara Vega            | Mexique      |
| Anna Maliszewska       | Pologne      |
| Gulnaz Gubaydullina    | Russie       |
| Valeria Lim            | Singapour    |
| Ela Sedilekova         | Slovaquie    |
| Anastasiya Spas        | Ukraine      |
| Anna Olesinski         | États-Unis   |

## Programme des compétitions
| Date    | Jour     | Temps | Compétition |
| ------- | -------- | ----- | ----------- |
| 21 août | Samedi   | 11:00 | Filles      |
| 22 août | Dimanche | 11:00 | Garçons     |
| 24 août | Mardi    | 11:00 | Mixte       |

## Tableau des médailles
| Rang  | Nation       | Or | Argent | Bronze | Total |
| ----- | ------------ | -- | ------ | ------ | ----- |
| 1     | Cuba         | 1  | 0      | 0      | 1     |
| 1     | Corée du Sud | 1  | 0      | 0      | 1     |
| 3     | Hongrie      | 0  | 1      | 0      | 1     |
| 3     | Russie       | 0  | 1      | 0      | 1     |
| 5     | Mexique      | 0  | 0      | 1      | 1     |
| 5     | Ukraine      | 0  | 0      | 1      | 1     |
| Total | Total        | 2  | 2      | 2      | 6     |

## Compétitions
| Compétition        | Or                            | Argent                   | Bronze                                   |
| ------------------ | ----------------------------- | ------------------------ | ---------------------------------------- |
| Individuel garçons | Kim Dae-Beom                  | Ilya Shugarov            | Jorge Camacho                            |
| Individuel filles  | Leydi Laura Moya Lopez        | Zsófia Földházi          | Anastasiya Spas                          |
| Relais mixte       | Anastasiya Spas Ilya Shugarov | Zhu Wenjing Kim Dae-Beom | Gulnaz Gubaydullina Lukas Kontrimavicius |